# Venti giorni senza guerra
Venti giorni senza guerra (Двадцать дней без войны) è un film del 1976 diretto da Aleksej Jur'evič German.

## Trama
Fine del 1942. Il giornalista di prima linea Lopatin arriva a Tashkent per una vacanza di 20 giorni fuori Stalingrado. A lui, assordato e accecato dal fuoco, la vita pacifica sembra strana e insolita: case di adobe inzuppate, neve mista a fango, carte del pane strette convulsamente nel pugno, rapporti dell'Ufficio informazioni sovietico, vita povera, funerali e teatri che continuavano a funzionare nelle retrovie. Durante 20 giorni di vacanza senza guerra, Lopatin riesce a visitare lo studio cinematografico di Tashkent, dove viene girato un film basato sui suoi saggi militari, per incontrare il nuovo 1943 in una compagnia pacifica e sperimentare un amore vivido.